# Линселл (тауншип, Миннесота)
Линселл (англ. Linsell) — тауншип в округе Маршалл, Миннесота, США. На 2000 год его население составило 36 человек.

## География
По данным Бюро переписи населения США площадь тауншипа составляет 92,8 км², из которых 92,8 км² занимает суша, водоёмов нет.

## Демография
По данным переписи населения 2000 года здесь находились 36 человек, 16 домохозяйств и 11 семей. Плотность населения —  0,4 чел./км². На территории тауншипа расположено 34 постройки со средней плотностью 0,4 построек на один квадратный километр. Расовый состав населения: 100,00 % белых.
Из 16 домохозяйств в 18,8 % воспитывались дети до 18 лет, в 62,5 % проживали супружеские пары и в 31,3 % домохозяйств проживали несемейные люди. 31,3 % домохозяйств состояли из одного человека, при том 6,3 % из — одиноких пожилых людей старше 65 лет. Средний размер домохозяйства — 2,25, а семьи — 2,73 человека.
13,9 % населения младше 18 лет, 5,6 % в возрасте от 18 до 24 лет, 27,8 % от 25 до 44, 41,7 % от 45 до 64 и 11,1 % старше 65 лет. Средний возраст — 48 лет. На каждые 100 женщин приходилось 176,9 мужчин. На каждые 100 женщин старше 18 приходилось 158,3 мужчин.
Средний годовой доход домохозяйства составлял 42 500 долларов, а средний годовой доход семьи —  45 625 долларов. Средний доход мужчин —  24 688  долларов, в то время как у женщин — 21 250. Доход на душу населения составил 20 770 долларов. За чертой бедности не находилась ни одна семья и 11,1 % всего населения тауншипа.